# Plavé Vozokany
Plavé Vozokany este o comună slovacă, aflată în districtul Levice din regiunea Nitra. Localitatea se află la altitudinea de 166 m deasupra n.m., se întinde pe o suprafață de 23,13 km2 și în 2017 număra 782 de locuitori.

## Istoric
Localitatea Plavé Vozokany este atestată documentar din 1327.

## Demografie
| An:                | 1994 | 2004   | 2014   | 2024   |
| ------------------ | ---- | ------ | ------ | ------ |
| Număr de persoane: | 928  | 866    | 810    | 768    |
| Diferență:         |      | −6,68% | −6,46% | −5,18% |

| An:                | 2023 | 2024   |
| ------------------ | ---- | ------ |
| Număr de persoane: | 755  | 768    |
| Diferență:         |      | +1,72% |